# (39612) 1993 XE1
(39612) 1993 XE1 est un astéroïde de la ceinture principale d'astéroïdes découvert en 1993.

## Description
(39612) 1993 XE1 a été découvert le 5 décembre 1993 à Nyukasa, dans la préfecture de Nagano, au Japon, par Masanori Hirasawa et Shohei Suzuki.

### Caractéristiques orbitales
L'orbite de cet astéroïde est caractérisée par un demi-grand axe de 2,35 ua, un périhélie de 1,89 ua, une excentricité de 0,20 et une inclinaison de 25,60° par rapport à l'écliptique. Du fait de ces caractéristiques, à savoir un demi-grand axe compris entre 2 et 3,2 ua et un périhélie supérieur à 1,666 ua, il est classé, selon la JPL Small-Body Database, comme objet de la ceinture principale d'astéroïdes.

### Caractéristiques physiques
(39612) 1993 XE1 a une magnitude absolue (H) de 14,2 et un albédo estimé à 0,119.